# Kunpengopterus
Kunpengopterus sinensis
Genre
Espèce
Kunpengopterus est un genre fossile de ptérosaures de la famille des wukongopteridés découvert dans la formation de Tiaojishan datée du Jurassique moyen à supérieur, dans l'ouest de la province du Liaoning, près du site du Linglongta, dans le nord-est de la Chine.
Le genre est connu par un premier spécimen, l'holotype, répertorié IVPP V16047, représenté par un squelette comprimé mais quasi complet avec son crâne. L'âge de la formation de Tiaojishan  (ou bancs de Daohugou) a longtemps été débattu. Après avoir été considéré comme Crétacé inférieur, il est aujourd'hui plutôt placé dans le Jurassique moyen à supérieur,,. Kunpengopterus est considéré comme appartenant au « biote de Yanliao ».
Il s'agit d'un individu adulte qui montre également quelques empreintes de tissus mous. À côté du squelette ont été découverts les restes d'un poisson peut-être régurgité.
Une seule espèce est rattachée au genre : Kunpengopterus sinensis, décrite en 2010 par  Wang Xiaolin, Alexander W.A., Jiang Shunxing, Cheng Xin, Meng  Xi et Taissa Rodrigues.
Un second spécimen (IVPP V23674), composé également d'un squelette avec son crâne, a été décrit en 2017 par Xin Cheng et ses collègues.
En 2021, une seconde espèce, nommée K. antipollicatus, a été décrite. Découverte en mi-2019, elle a notamment suscité de vives réactions concernant sa morphologie car possédant contrairement à l'espèce type des pouces opposables véritables, une première chez les ptérosaures et le plus ancien exemple connu de cette caractéristique dans l'histoire de la Terre et ce bien avant les primates. D'ailleurs, les chercheurs ayant décrit l'espèce l'ont surnommée "Monkeydactyl" en référence à la ressemblance entre cette espèce et les primates, tout en fournissant la première preuve d'un mode de vie essentiellement arboricole chez les Pterosauria, et dont l'étude a été publiée en deux articles dans la revue Current Biology,.

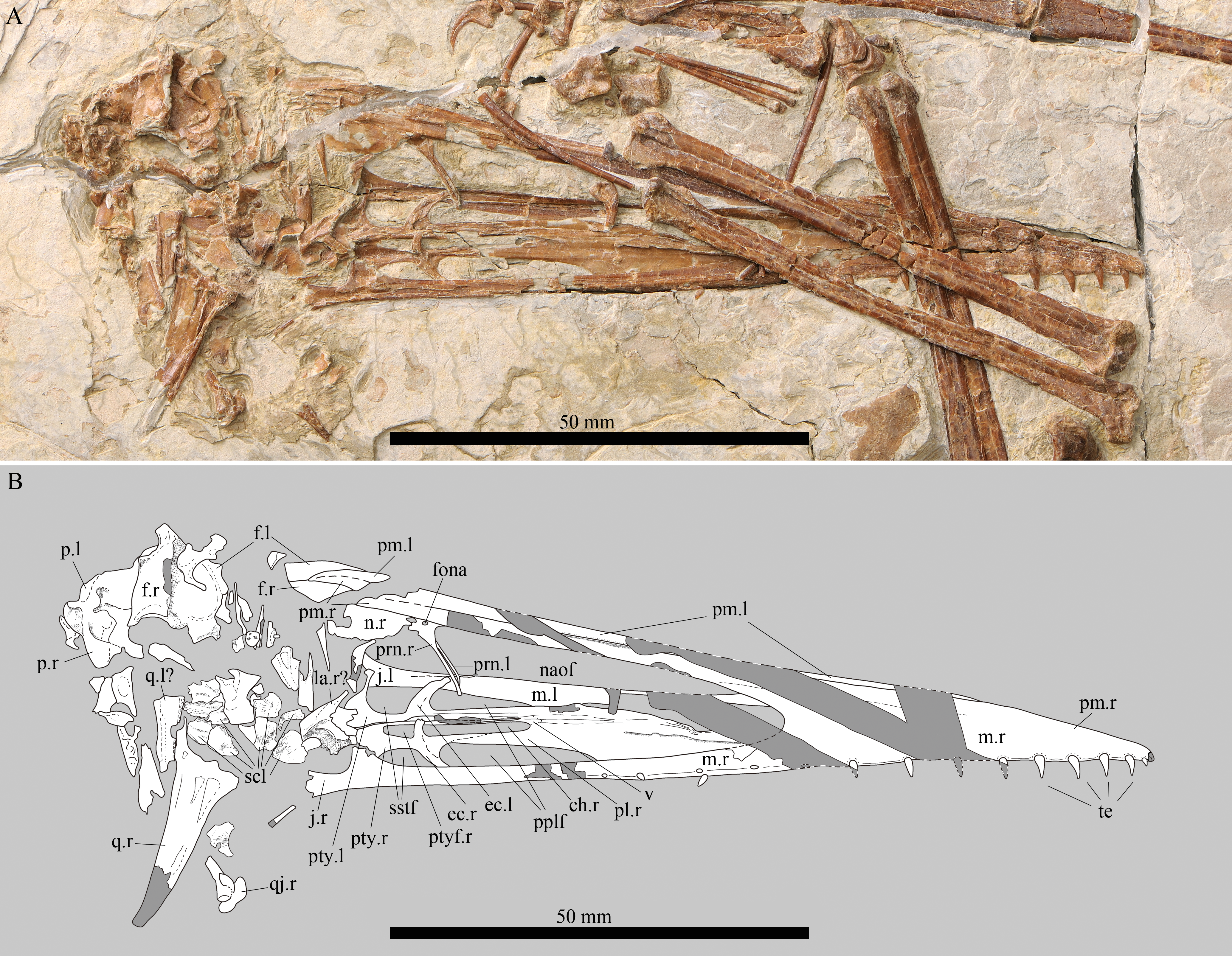
Détail du crâne de K. sinensis (IVPP V23674)
Les barres horizontales noires mesurent 5 centimètres.

## Description
Kunpengopterus possède une tête allongée d'environ 10,7 centimètres de long. Ses vertèbres cervicales sont également allongées. Une crête osseuse basse est présente sur le crâne, juste derrière les yeux ; le tissu mou conservé montre qu'elle était prolongée par un cartilage. Il n'y a cependant aucun signe de crête sur le museau ou de quille sous la mandibule. L'arrière du crâne est arrondi. Kunpengopterus a une longue queue raide. Le cinquième orteil est également long et fortement incurvé. 

## Biologie
Le second spécimen répertorié a montré la présence d'os sésamoïdes sur le côté dorsal des ongles des mains. Cette observation, la première chez un wukongopteridé, suggère que Kunpengopterus avait un mode de vie arboricole.

## Classification
Kunpengopterus a été placé dans la famille des Wukongopteridae, un groupe de ptérosaures caractérisés par un mélange de caractères primitifs et dérivés.
Le cladogramme ci-dessous est reproduit de Zhou et al. (2021) et inclut les deux espèces de Kunpengopterus :
|  | Changchengopterus pani |
|  |                        |
|  | Pterodactyloidea       |
|  |                        |

|  | Kunpengopterus sinensis       |
|  |                               |
|  | Kunpengopterus antipollicatus |
|  |                               |

|  | Wukongopterus lii                                                                 |
|  |                                                                                   |
|  | \| \| Cuspicephalus scarfii \| \| \| \| \| \| Darwinopterus modularis \| \| \| \| |
|  |                                                                                   |
|  | Cuspicephalus scarfii                                                             |
|  |                                                                                   |
|  | Darwinopterus modularis                                                           |
|  |                                                                                   |

|  | Cuspicephalus scarfii   |
|  |                         |
|  | Darwinopterus modularis |
|  |                         |

|  | Kunpengopterus sinensis       |
|  |                               |
|  | Kunpengopterus antipollicatus |
|  |                               |

|  | Wukongopterus lii                                                                 |
|  |                                                                                   |
|  | \| \| Cuspicephalus scarfii \| \| \| \| \| \| Darwinopterus modularis \| \| \| \| |
|  |                                                                                   |
|  | Cuspicephalus scarfii                                                             |
|  |                                                                                   |
|  | Darwinopterus modularis                                                           |
|  |                                                                                   |

|  | Cuspicephalus scarfii   |
|  |                         |
|  | Darwinopterus modularis |
|  |                         |

|  | Kunpengopterus sinensis       |
|  |                               |
|  | Kunpengopterus antipollicatus |
|  |                               |

|  | Wukongopterus lii                                                                 |
|  |                                                                                   |
|  | \| \| Cuspicephalus scarfii \| \| \| \| \| \| Darwinopterus modularis \| \| \| \| |
|  |                                                                                   |
|  | Cuspicephalus scarfii                                                             |
|  |                                                                                   |
|  | Darwinopterus modularis                                                           |
|  |                                                                                   |

|  | Cuspicephalus scarfii   |
|  |                         |
|  | Darwinopterus modularis |
|  |                         |

|  | Kunpengopterus sinensis       |
|  |                               |
|  | Kunpengopterus antipollicatus |
|  |                               |

|  | Wukongopterus lii                                                                 |
|  |                                                                                   |
|  | \| \| Cuspicephalus scarfii \| \| \| \| \| \| Darwinopterus modularis \| \| \| \| |
|  |                                                                                   |
|  | Cuspicephalus scarfii                                                             |
|  |                                                                                   |
|  | Darwinopterus modularis                                                           |
|  |                                                                                   |

|  | Cuspicephalus scarfii   |
|  |                         |
|  | Darwinopterus modularis |
|  |                         |

|  | Changchengopterus pani |
|  |                        |
|  | Pterodactyloidea       |
|  |                        |

|  | Kunpengopterus sinensis       |
|  |                               |
|  | Kunpengopterus antipollicatus |
|  |                               |

|  | Wukongopterus lii                                                                 |
|  |                                                                                   |
|  | \| \| Cuspicephalus scarfii \| \| \| \| \| \| Darwinopterus modularis \| \| \| \| |
|  |                                                                                   |
|  | Cuspicephalus scarfii                                                             |
|  |                                                                                   |
|  | Darwinopterus modularis                                                           |
|  |                                                                                   |

|  | Cuspicephalus scarfii   |
|  |                         |
|  | Darwinopterus modularis |
|  |                         |

|  | Kunpengopterus sinensis       |
|  |                               |
|  | Kunpengopterus antipollicatus |
|  |                               |

|  | Wukongopterus lii                                                                 |
|  |                                                                                   |
|  | \| \| Cuspicephalus scarfii \| \| \| \| \| \| Darwinopterus modularis \| \| \| \| |
|  |                                                                                   |
|  | Cuspicephalus scarfii                                                             |
|  |                                                                                   |
|  | Darwinopterus modularis                                                           |
|  |                                                                                   |

|  | Cuspicephalus scarfii   |
|  |                         |
|  | Darwinopterus modularis |
|  |                         |

|  | Kunpengopterus sinensis       |
|  |                               |
|  | Kunpengopterus antipollicatus |
|  |                               |

|  | Wukongopterus lii                                                                 |
|  |                                                                                   |
|  | \| \| Cuspicephalus scarfii \| \| \| \| \| \| Darwinopterus modularis \| \| \| \| |
|  |                                                                                   |
|  | Cuspicephalus scarfii                                                             |
|  |                                                                                   |
|  | Darwinopterus modularis                                                           |
|  |                                                                                   |

|  | Cuspicephalus scarfii   |
|  |                         |
|  | Darwinopterus modularis |
|  |                         |

|  | Kunpengopterus sinensis       |
|  |                               |
|  | Kunpengopterus antipollicatus |
|  |                               |

|  | Wukongopterus lii                                                                 |
|  |                                                                                   |
|  | \| \| Cuspicephalus scarfii \| \| \| \| \| \| Darwinopterus modularis \| \| \| \| |
|  |                                                                                   |
|  | Cuspicephalus scarfii                                                             |
|  |                                                                                   |
|  | Darwinopterus modularis                                                           |
|  |                                                                                   |

|  | Cuspicephalus scarfii   |
|  |                         |
|  | Darwinopterus modularis |
|  |                         |